# Ezgi Asaroğlu
Ezgi Asaroğlu (Smirne, 18 giugno 1987) è un'attrice turca.

## Biografia
Nata nel 1987 a Smirne (Turchia), nel 2004, all'età di diciassette anni, ha fatto la sua prima apparizione sul piccolo schermo nella serie Bir Dilim Aşk. Nello stesso anno ha recitato nel film What's Love Doing in the Mountains?, vincitore di premi nei festival cinematografici di tutto il mondo. Nel 2008 ha avuto un ruolo da protagonista nel film For a Moment, Freedom. Nel 2009 ha recitato nel film Kampüste Çıplak Ayaklar, dove ha ricevuto il plauso della critica. Ad esso sono seguiti altri film di successo, tra cui Acı Aşk, En Mutlu Olduğum Yer, Cennetten Kovulmak (che le è valso il premio come "Miglior attrice" al Dublin Silk Road Film Festival), Aşk Kırmızı e Sağ Salim 2: Sil Baştan. Dopo aver completato l'istruzione primaria e secondaria, ha deciso di iscriversi presso la facoltà di lettere del dipartimento di antropologia sociale dell'Università di Istanbul.
Dopo aver ricoperto ruoli secondari nelle serie Hatırla Sevgili, Gece Sesleri, Binbir Gece, Menekşe ile Halil e Kızlar Yurdu, nel 2011 ha interpretato il ruolo della protagonista Leyla nella serie comica Leyla ile Mecnun. Nel 2013 ha vestito i panni di Idil nella serie Yağmurdan Kaçarken. Dal 2014 al 2017 è stata scelta per interpretare il ruolo della protagonista nella serie drammatica O Hayat Benim. Nel 2020 e nel 2021 ha ottenuto il ruolo di Ezo Kozoğlu nella serie Il dottor Alì (Mucize Doktor).

## Filmografia

### Cinema
- For a Moment Freedom, regia di Arash T. Riahi (2008)
- Kampüste Çıplak Ayaklar, regia di Cansel Elcin (2009)
- Acı Aşk, regia di A. Taner Elhan (2009)
- En Mutlu Olduğum Yer, regia di Kağan Erturan (2010)
- Cennetten Kovulmak, regia di Ferit Karahan (2012)
- Aşk Kırmızı, regia di Osman Sınav (2013)
- Sağ Salim 2: Sil Baştan, regia di Ersoy Güler (2014)

### Televisione
- Bir Dilim Aşk – serie TV, 18 episodi (2004)
- Zor Karar – serie TV (2004)
- Kızlar Yurdu – serie TV, 22 episodi (2006)
- Yolcu – serie TV (2007)
- Menekşe ile Halil – serie TV, 9 episodi (2007)
- Hatırla Sevgili – serie TV, 10 episodi (2008)
- Gece Sesleri – serie TV, 6 episodi (2008)
- Binbir Gece – serie TV, 7 episodi (2009)
- Leyla ile Mecnun – serie TV, 31 episodi (2011)
- İşler Güçler – serie TV, 1 episodio (2012)
- Yağmurdan Kaçarken – serie TV, 8 episodi (2013)
- O Hayat Benim – serie TV, 131 episodi (2014-2017)
- Il dottor Alì (Mucize Doktor) – serie TV, 15 episodi (2020-2021)

### Cortometraggi
- What's Love Doing in the Mountains?, regia di Yunus Emre Firat (2005)

## Spot pubblicitari
- Molped (2004)
- Çilek Mobilya (2005)
- Coca-Cola (2005)
- Redd (2005)
- Biryağ (2007)
- Vodafone (2007-2008)
- Yıldız Sakız (2008)
- Uluslararası İstanbul Film Festivali (2008)
- Polisan Home Cosmetics (2009)

## Doppiatrici italiane
Nelle versioni in italiano dei suoi film e delle sue serie TV, Ezgi Asaroğlu è stata doppiata da:
- Sara Imbriani[21] ne Il dottor Alì[22]

## Riconoscimenti
- Antalya Golden Orange Film Festival
  - 2013: Candidata come Miglior attrice per il film Cennetten Kovulmak
- Silk Road International Film Festival Irlanda
  - 2014: Vincitrice come Miglior attrice per il film Cennetten Kovulmak